# Odivelas (Ferreira do Alentejo)
Odivelas é uma povoação portuguesa do Município de Ferreira do Alentejo sede da Freguesia de Odivelas, freguesia com 110,05 km² de área e 473 habitantes (censo de 2021), tendo, por isso,  uma densidade populacional de 4,3 hab./km².

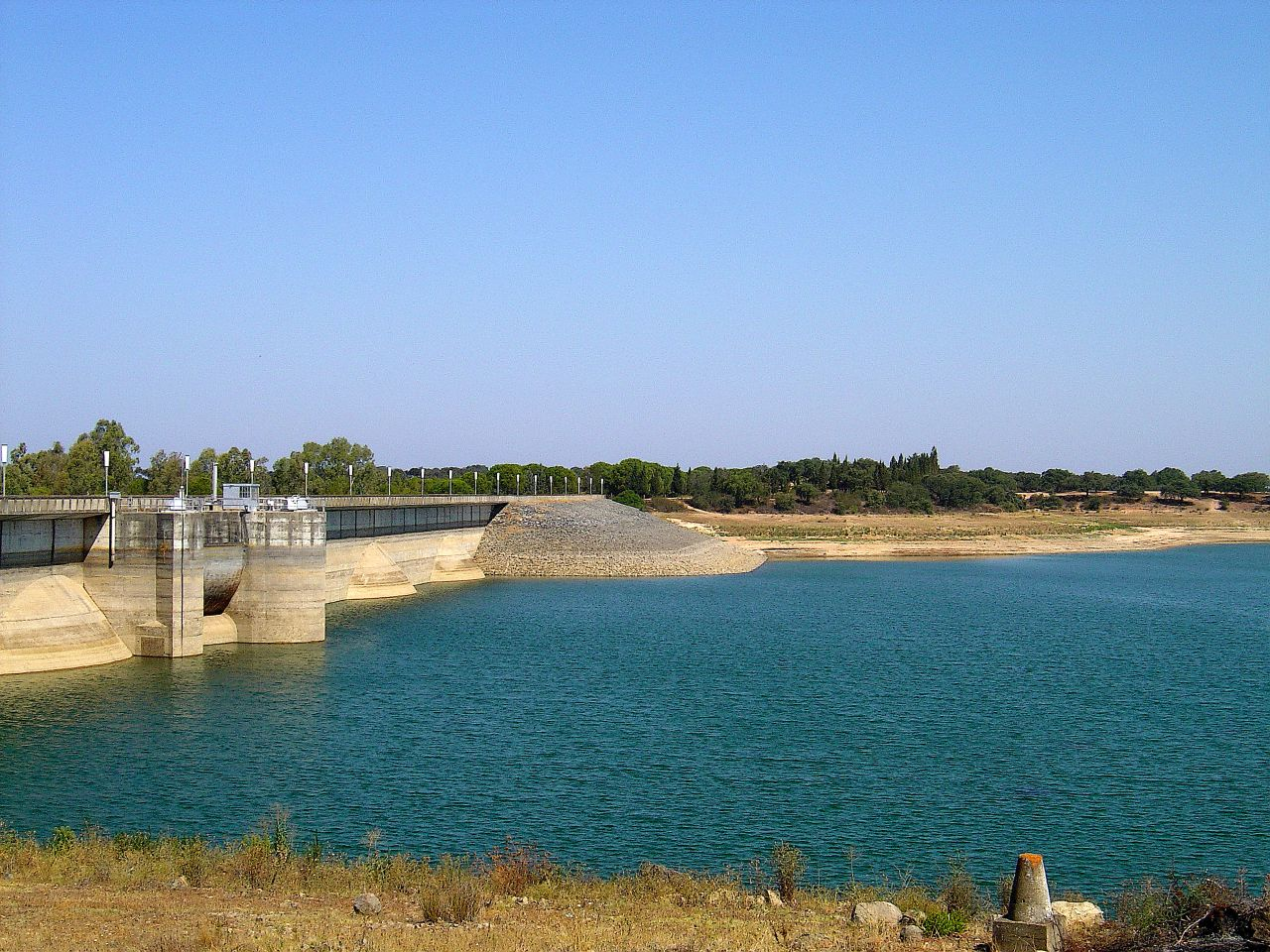
Barragem de Odivelas.

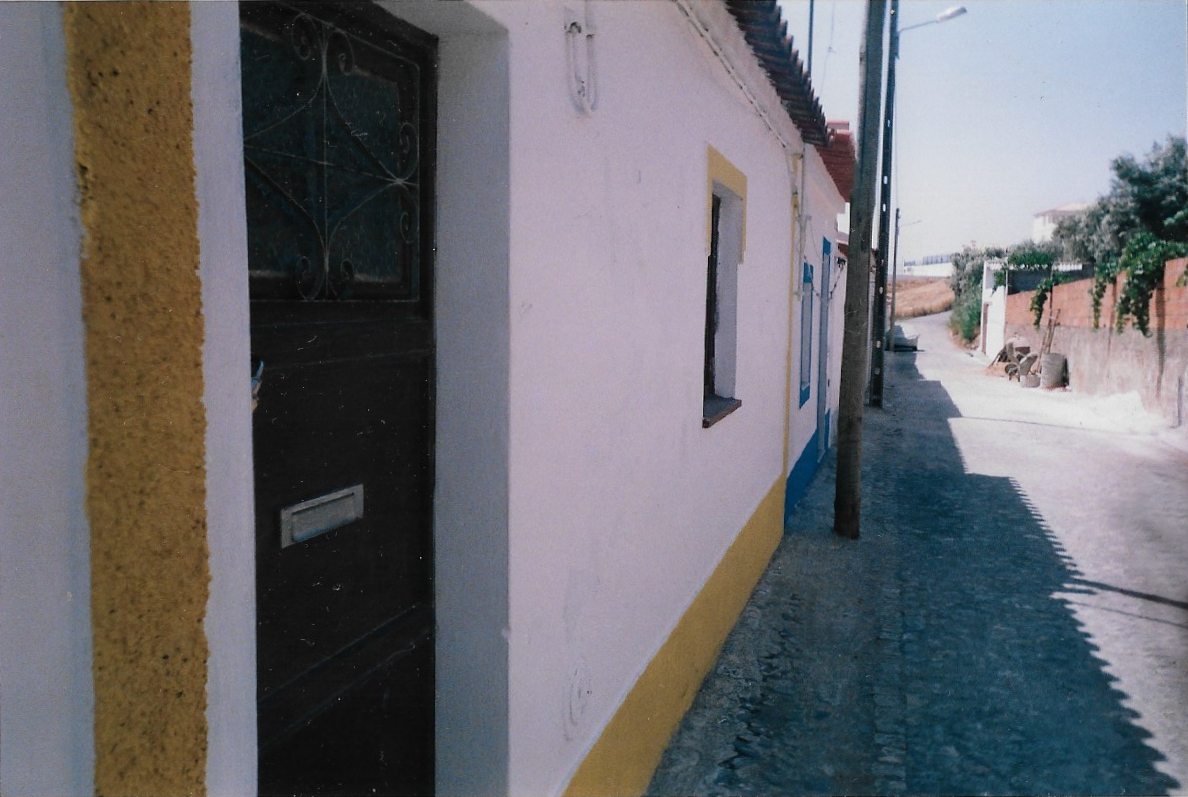
Rua da Madruga, na aldeia de Odivelas, nos princípios da década de 2000.

## História
Foram encontrados alguns vestígios da época romana na freguesia, tendo sido o local de passagem da antiga estrada militar de Antonino Pio, como indicado por um marco miliário descoberto por André de Resende. Outros vestígios daquele período incluem alicerces de edifícios, fragmentos de cerâmica, moedas, mosaicos, silos e sepulturas.
Num documento de 1308, foram descritas as várias doações de herdades da freguesia de Odivelas ao clérigo régio João Moniz, sendo um dos documentos mais antigos relativos a Odivelas.
Durante o reinado de D. João IV, no século XVII, foi construída uma ponte em Odivelas, que sofreu obras de remodelação durante o reino de D. Luís. Destaca-se principalmente pelas suas dimensões, em comparação com as outras pontes na região, pela resistência da sua estrutura, e pela sua coesão artística.
Um das figuras mais ilustres na história da freguesia foi Luís Cerdeira, um padre que entrou para a Companhia de Jesus em 1633 e ensinou nas universidades de Évora e Coimbra, tendo falecido em 1684.
Odivelas, juntamente com a freguesias de Torrão e Santa Margarida do Sado, fez parte do extinto Concelho do Torrão, que em 1801 tinha 2413 habitantes e pertencia à então Comarca de Setúbal, na Província da Estremadura. Nesta altura a freguesia tinha 185 residentes. Quando estava no termo do Torrão, a freguesia de Odivelas foi um dos curatos da apresentação na Mesa da Consciência e Ordens.
Já em 1849, este concelho torranense já estava desagregado, com as freguesias de Odivelas e do Torrão a serem integradas no Concelho de Alvito, no Distrito de Beja, pertencente à Província do Alentejo. No mesmo distrito, o então Concelho de Ferreira (do Alentejo) acolhia a freguesia de Santa Margarida do Sado. Neste ponto, foram contabilizados 233 habitantes na freguesia de Odivelas. Fez ainda parte do concelho de Alcácer do Sal antes de integrar o de Ferreira do Alentejo. Apesar de não ser uma das freguesias originais de Ferreira do Alentejo, é uma das mais antigas no concelho. A obra Portugal: Diccionario Historico, Chorographico, Heraldico, Biographico, Bibliographico, Numismatico e Artistico, publicada em 1911, refere que a povoação tinha 145 fogos e 605 habitantes, e que dispunha de uma escola para o sexo feminino e uma estação postal. Em termos económicos, relata que a «terra é fértil, sobretudo em cereaes. Cria muito gado de toda a qualidade, principalmente suino, que exporta».
Em meados do século XX fazia parte da comarca de Cuba. Nessa altura, a freguesia possuía uma escola primária e um serviço de correio, subordinado à estação postal de Ferreira do Alentejo. A freguesia também pertenceu à comarca de Évora.
Na década de 1970, foi construída a Barragem de Odivelas, que permitiu um grande desenvolvimento na produção agrícola, principalmente de arroz, tomate e melão. Em 1970, apresentava uma população de 1079 habitantes, em 313 fogos. Em 1981, a freguesia tinha 896 habitantes em 465 fogos.
Em Março de 2011, a Unidade Local de Saúde do Baixo Alentejo equacionou a transferência temporária de várias extensões de saúde do concelho, incluindo a de Odivelas, para o centro de saúde de Ferreira do Alentejo, por «não ser possível a prescrição electrónica de medicamentos». Esta decisão foi criticada pelo município e pelas juntas de freguesia, que acusaram aquele órgão de querer encerrar as unidades. De forma a impedir o seu encerramento, as extensões de saúde do concelho, incluindo a de Odivelas, foram munidas com os equipamentos necessários para a instalação do sistema de prescrição electrónica de medicamentos.
Em 2013, foi inaugurado o Centro Cultural de Odivelas, num investimento de cerca de 800 mil euros, que foi comparticipado por fundos comunitários, ao abrigo do programa InAlentejo. Em 5 de Março de 2018, o Presidente da República, Marcelo Rebelo de Sousa, esteve nas barragens do Roxo e de Odivelas, para verificar os impactos da falta de chuva sobre a região. Em Julho de 2020, o secretário de Estado do Planeamento, José Gomes Mendes, visitou o Parque Agro-Industrial do Penique, em Odivelas, no âmbito do seu percurso pelo concelho de Ferreira do Alentejo.

## Demografia
A população registada nos censos foi:
Nota: No ano de 1864 pertencia ao concelho de Alvito. Por decreto de 17/10/1876 passou para o atual concelho (município atualmente)

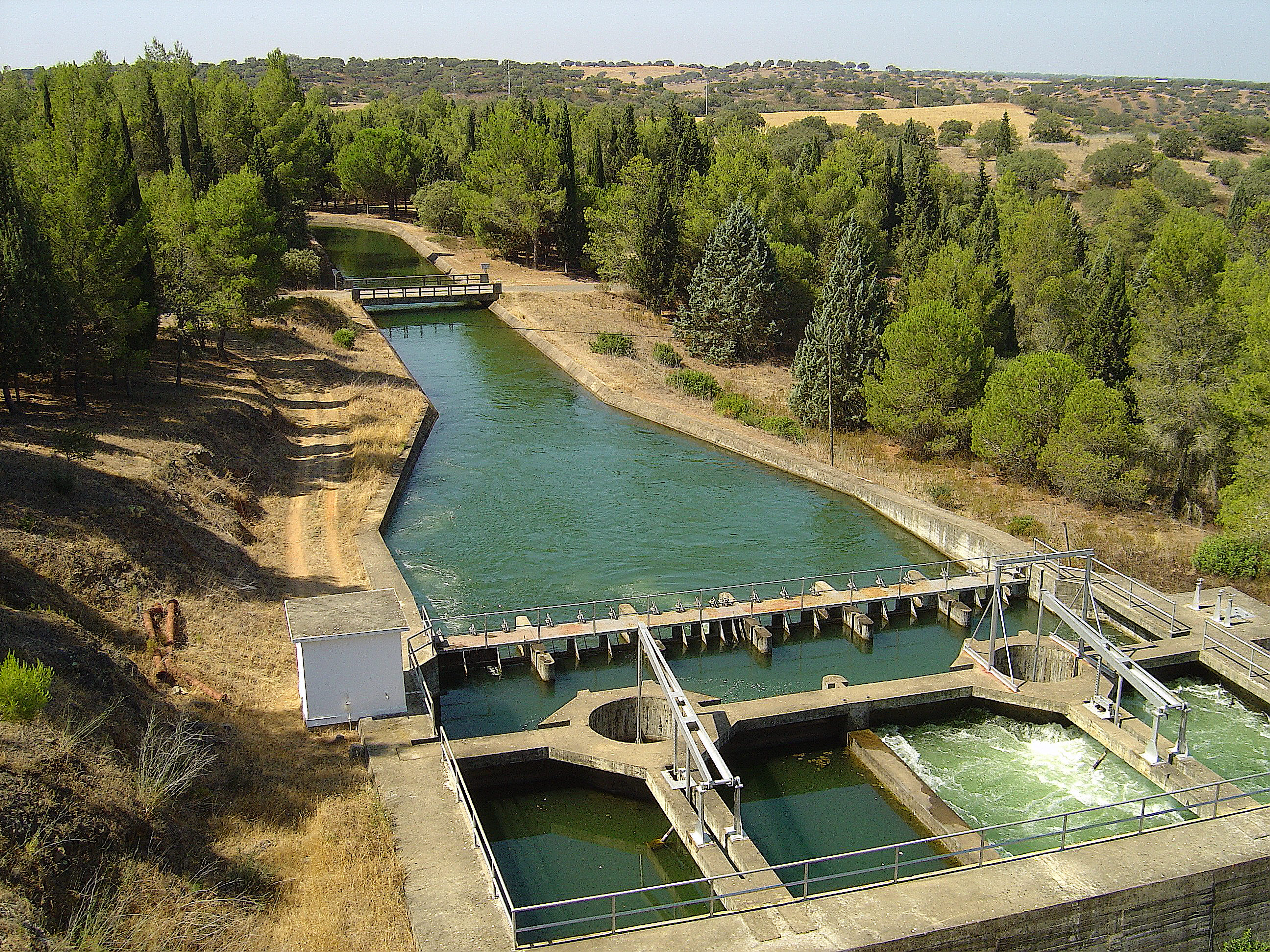
Início do canal da Barragem de Odivelas.

| Ano  | 0-14 Anos | 15-24 Anos | 25-64 Anos | > 65 Anos |
| 2001 | 95        | 112        | 346        | 139       |
| 2011 | 48        | 55         | 304        | 135       |
| 2021 | 39        | 39         | 227        | 168       |

## Património
- Barragem de Odivelas
- Ermida de Santiago
- Fortim romano de Casa Branca
- Igreja Paroquial de Santo Estevão[17]
- Monumento megalítico da Folha da Amendoeira (herdade do Monte do Outeiro)
- Ponte de Odivelas
- Recinto de fossa de Monte do Olival
- Villa romana da Folha da Amendoeira

## Descrição

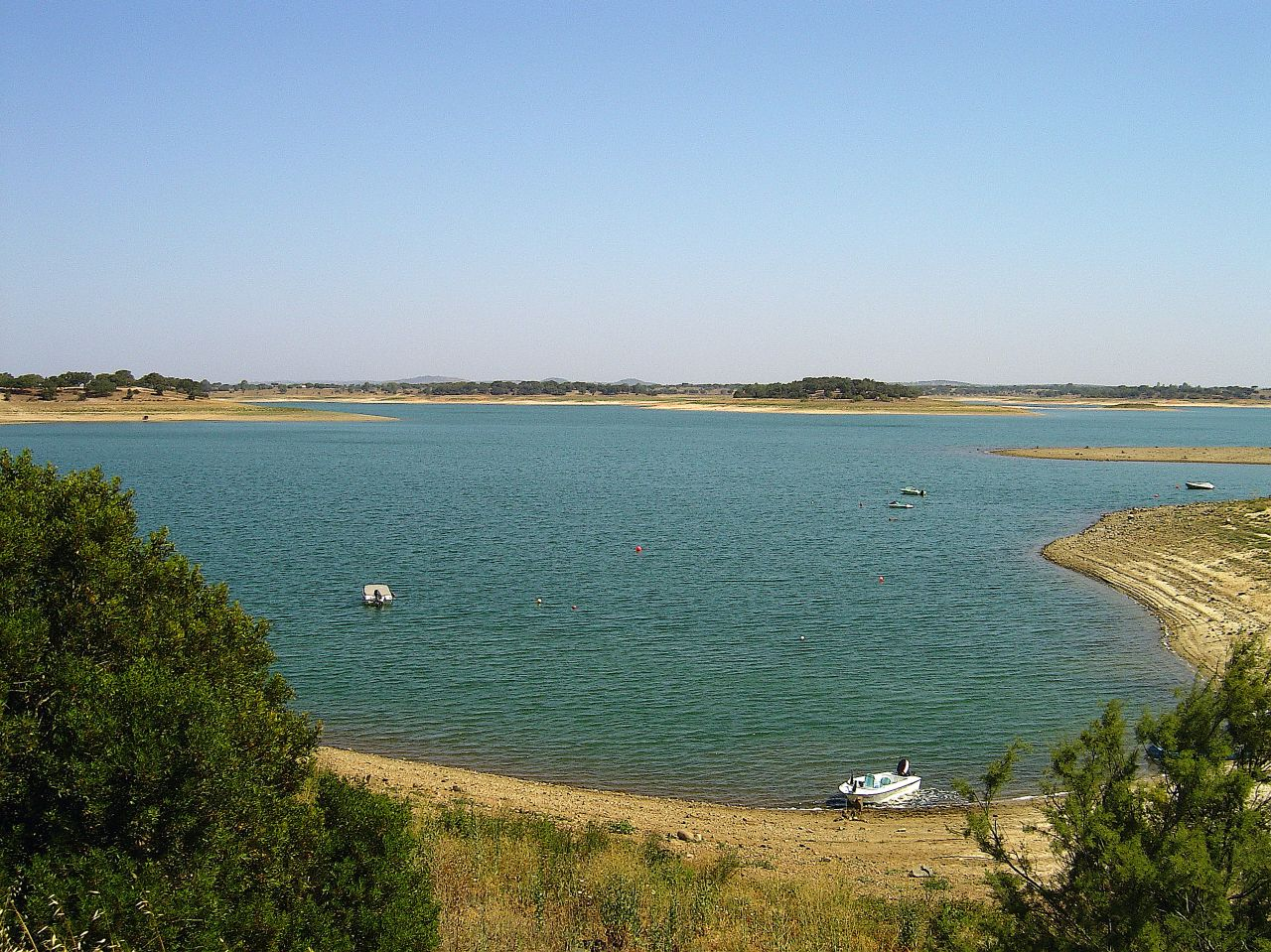
Albufeira da Barragem de Odivelas.

## Geografia
Em 2001, a freguesia apresentava uma área de 108.6 Km², e contava com 692 pessoas, com um densidade populacional de 6.4 habitantes por Km². Nesse ano, existiam 444 edifícios, e 205 núcleos familiares na freguesia.
A aldeia localiza-se na margem esquerda da Ribeira de Odivelas, estando situada a cerca de 12 km de Ferreira do Alentejo e 35,3 de Beja.
Os lugares na freguesia são Monte das Caneiras Grandes, Monte das Faias, Monte do Rio Seco da Estrada e Monte do Rio Seco Novo.

### Cultura
O orago da freguesia é Santo Estêvão. A festa de Santo Estêvão em Odivelas é feita habitualmente no terceiro fim de semana de Julho.
O artesanato é baseado principalmente na produção de cestas alentejanas em junco.[carece de fontes?].

### Economia
As atividades económicas de Odivelas são a agricultura e pecuária, exploração de diorito em pedreiras, e restauração, hotelaria e comércio. Existe pelo menos uma unidade hoteleria, a albergaria O Gato, de quatro estrelas, com restaurante anexo, e o parque de campismo Markádia, na Barragem de Odivelas.

## Ordenação Heráldica
Ordenação Heráldica do Brasão de Odivelas:

Armas: Escudo de azul, penhasco de prata, realçado de negro, movente da ponta; em chefe, um melão de ouro entre duas flores de girassol. Coroa mural de prata de três torres. Listel branco, com a legenda a negro, em maiúsculas: “ ODIVELAS – FERREIRA DO ALENTEJO “.

### Simbologia
- O melão e as flores de girassol: Representam os produtos da agricultura local.
- O penhasco: Representa a actividade da extracção de pedra, nas pedreiras da freguesia.

## Personalidades ilustres
- António Gormicho Boavida (1913 - 2009) - Militar